# Brushed metal
Brushed metal – wycofany styl interfejsu graficznego używanego w systemie Mac OS X tworzonym przez firmę Apple Inc. Pierwszą aplikacją stosującą ten interfejs był QuickTime 4.0 z roku 1999. Edycjami Mac OS X w pełni stosującą ten system były 10.3 Panther, 10.4 Tiger. Usunięty w 10.5 Leopard.